# کمیسیونر اطلاعات کانادا
دفتر کمیسیونر اطلاعات کانادا یک آژانس نظارتی مستقل در دولت کانادا است که مسئول بازرسی شبه قضایی بر سازمان‌های اطلاعاتی کانادا است که سازمان اطلاعات امنیت کانادا، پلیس سواره‌نظام سلطنتی کانادا، و تشکیلات امنیت ارتباطات کانادا را در بر می‌گیرد. فرماندار کل کانادا نامزد کمیسیونر اطلاعات را با مشورت نخست‌وزیر کانادا برمی‌گزیند. کمیسیونر اطلاعات کانادا مستقیماً به نخست‌وزیر کانادا گزارش می‌دهد.
دفتر کمیسیونر اطلاعات کانادا بر پایه بخشی از لایحه امنیت ملی همه‌سویه (لایحه امنیت ملی ۲۰۱۷) تشکیل شد و بسیاری از سازوکارهای درون سازمان‌های اطلاعاتی کانادا را اصلاح کرد. از جمله این اصلاحات، بازرسی از روش‌های گردآوری اطلاعات و هر کاری است که سازمان‌های اطلاعاتی کانادا به نیابت از دولت کانادا انجام می‌دهند.
کمیسیونر اطلاعات کانادا، گزارش سالانه‌ای را به نخست‌وزیر کانادا ارائه می‌کند که دفتر نخست‌وزیری باید آنرا پس از حذف اطلاعات طبقه‌بندی‌شده و محرمانه به مجلس کانادا بفرستد. کمیسیونر، حق دریافت همه گزارش‌های تهیه شده از سوی سازمان بازبینی اطلاعات و امنیت ملی را دارد.